# باب کلیری
باب کلیری (انگلیسی: Bob Cleary; ۲۱ آوریل ۱۹۳۶ – ۱۶ سپتامبر ۲۰۱۵) بازیکن هاکی روی یخ اهل ایالات متحده آمریکا بود.